# Atlantis Adventure
Atlantis Adventure in Lotte World (Seoul, Südkorea) ist eine Stahlachterbahn vom Modell Aqua Trax des Herstellers Intamin, die am 26. Oktober 2003 eröffnet wurde. Sie ist bisher die einzige Achterbahn des Modells. Obwohl der Name des Modells auf Wasser hindeutet und die Schienen auch über Wasser führen, kommen die Wagen zu keinem Zeitpunkt direkt mit dem Wasser in Berührung.
Die einzelnen Wagen werden mittels LSM-Technik innerhalb von 1,5 Sekunden von 0 auf 75 km/h beschleunigt. Für die 620 m lange Strecke benötigen die Wagen rund 1:48 Minuten und überwinden dabei 22 m Höhe. Das maximale Gefälle beträgt 72° und die maximale Beschleunigung 3,8 g.

## Wagen
Atlantis Adventure besitzt einzelne Wagen. In jedem Wagen können acht Personen (vier Reihen à zwei Personen) Platz nehmen. Die Fahrgäste dürfen höchstens 1,88 m groß sein, um mitfahren zu dürfen.